# Magliolo
Magliolo är en ort och kommun i provinsen Savona i regionen Ligurien i Italien. Kommunen hade 975 invånare (2018).